# Madotheca ptilopis
Madotheca ptilopis là một loài rêu tản trong họ Porellaceae. Loài này được (Spruce) Stephani miêu tả khoa học lần đầu tiên năm 1910.